# Istoria exegetică a Mioriței
Primul exeget al Mioriței este Alexandru Odobescu (1834-1895), care inaugurează, totodată, direcția comparatist-mitologică a interpretărilor mioritice, prin studiul Răsunete ale Pindului în Carpați, publicat în Revista Română în 1861. 
Prima includere a variantei Alecsandri într-un manual școlar are loc la Brașov, în 1861. Prof. Gavrile J. Munteanu cuprinde balada Mieoara în „Carte de lectură românească pentru classile gimnasiale inferiori și reali”, ediția a II-a, Tipografia Romer and Kramner, p. 70-71. Iar în 1862, Aron Pumnul publică balada într-un „Lepturariu romînesc…”, spre folosință învățăceilor din clasa de gimnaziu, tipărit la Viena.
În ziarul Timpul din 22 iulie 1879 apare un articol atribuit lui Mihai Eminescu, unde Miorița este definită ca un „suspin al brazilor și al izvoarelor de pe Carpați”. În 1883 (decembrie), Mihai Eminescu scrie poezia „Mai am un singur dor” (în patru variante) – un veritabil „testament” inspirat din varianta Alecsandri a Mioriței.
Aron Densușianu (1837-1900), prin studiul Epopeea noastră pastorală (1895), susține, la fel ca și Alecu Russo, că Miorița ar fi o epopee pastorală autohtonă. La cealaltă extremă se situează Duiliu Zamfirescu (1858-1922). În data de 16 mai 1909, în aula Academiei Române susține un celebru discurs, în care afirmă că „Miorița lui Alecsandri, ca născocire populară, este o imposibilitate” (Discursul Poporanismul în literatură, apud A. Fochi, Miorița, 1964, p. 141).
Nicolae Iorga (1871-1940), în volumul Balada populară română. Originile și ciclurile ei (Vălenii de Munte, 1910), își expune punctul de vedere despre vechimea și modul în care a luat naștere Miorița. O lucrare controversată publică Th. D. Speranția (1856-1929) în anul 1915, („Miorița și călușarii, urme de la daci”) prin care lansează teza nespecificității naționale a Mioriței, afirmând că de fapt balada este o rămășiță a unui cult cabiric.

### Momentul 1924 / Dumitru Caracostea
În anul 1924, Dumitru Caracostea (1879-1964) publică, în Convorbiri literare, cea de-a doua parte a studiului Miorița în Moldova, Muntenia și Oltenia. Obiecțiile d-lui Densușianu. Totalizări, după ce, în 1915, publicase, în aceeași revistă, o lucrare ale cărei concluzii erau amendate de caracterul regional al cercetării („Miorița în Moldova”). Din scrierile lui D. Caracostea răzbate prima sinteză ca urmare a cercetării motivului mioritic în largi spații geografice. Astfel, el redactează o schiță genetică a Mioriței, în patru faze: cântec liric cu circulație independentă (testamentul), colindul transilvan, episodul oii năzdrăvane, respectiv episodul maicii bătrâne și alegoria morții. Tot el este cel care utilizează pentru prima dată termenul de testament al ciobanului. În linii mari, această teorie își va dovedi valabilitatea în timp, fapt confirmat și de concluziile fochiene.
O lucrare cu caracter monografic avea să apară în 1922-1923 sub semnătura lui Ovid Densușianu (1873-1938) – Viața păstorească în poezia noastră populară, care reinterpretează întreg scenariul mioritic dintr-o perspectivă etnografică specific pastorală, punând accentul pe rivalitatea economică dintre ciobani, aflați pe drumurile de transhumanță. În anexele lucrării, autorul reunește 44 de texte mioritice deja publicate. Ipoteza lui O. Densușianu i-a sugerat lui Mihail Sadoveanu (1880-1961) tema romanului Baltagul Arhivat în 20 decembrie 2008, la Wayback Machine.(1930) care, se știe, pornește de la motivul din balada Miorița (relatând modul în care soția unui cioban ucis pe drumurile de transhumanță reușește să descopere crima și pe ucigași).
Un studiu apărut la Paris în 1925 – Le mort-mariage - une particularité du folklore balkanique – îl va situa pe autor (Ion Mușlea) în postura de precursor al cercetării riturilor funerare ale tinerilor nelumiți, rit identificat în versiunea baladă a Mioriței. Atât C. Brăiloiu, cât și A. Fochi îi vor împărtăși exegeza.
Prima culegere masivă de folclor cuprinzând exclusiv texte mioritice avea să apară în anul 1930, rod al expedițiilor folcloristului Ion Diaconu (1903-1984) – Ținutul Vrancei, I, București, Atelierele grafice Socec – și conține 91 de texte convorbiri (documentare) în transcriere diacritică, însoțite de note critice. (Această colecție de texte va fi inclusă mai târziu în monografia Ținutul Vrancei: Etnografie – Folklor – Diatectologie, volumele I și II, Editura pentru Literatură, București, 1969 (redactor Ioan Șerb). În 1989 vor apărea volumele III și IV, la Editura Minerva (ediție de Paula Diaconu Bălan – fiica folcloristului).)
În 1931, H. Sanielevici (1875-1951) lansează o nouă teorie potrivit căreia „eroul Mioriței era un Zamolxis” (H. Sanielevici, Miorița sau patimile unui Zamolxis, în Adevărul literar și artistic.

### Momentul 1936 / Lucian Blaga
În anul în care Lucian Blaga (1895-1961) devine membru al Academiei Române (1936), acesta publică, la București, un amplu și controversat studiu numit Spațiul mioritic, inclus mai târziu în [Trilogia culturii (1944). Deși abordarea sa este pur teoretică, istoria Mioriței intră astfel definitiv pe un alt făgaș. Lucian Blaga este, fără îndoială, promotorul specificității baladei Miorița în raport cu spiritualitatea românească. 
În 1941 apare lurarea Istoria literaturii române de la origini și până în prezent, unde George Călinescu (1899-1965) clasifică, analizează și cerne valorile literare. Deși nu urmărește fenomenul folcloristic decât în maniera în care acesta a constituit o sursă de inspirație pentru scriitori și poeți, George Călinescu găsește pentru Miorița un discurs lapidar dar genial, inserând-o în ciclul celor patru mituri ale literaturii române: „Al doilea mit, cu ecoul cel mai larg, e Miorița, cu punctul de plecare în cântecul bătrânesc publicat de Vasile Alecsandri. Proporțiile mitului au crescut în vremea din urmă până într-atât, încât s-au făcut comparări cu Divina Comedia și mulți îl socotesc ca moment inițial al oricărei culturi autohtone. Aici e simbolizată existența pastorală a poporului român și chiar unitatea lui în mijlocul real al țării reprezentat de lanțul carpatic”.(G. Călinescu, op. cit., p. 58.)
La un an după apariția Istoriei… lui G. Călinescu, dramaturgul Victor Eftimiu (1889-1972) contestă valoarea Mioriței și propune să fie scoasă „din toate cărțile de cetire” . (Victor Eftimiu, Amintiri și polemici, 1942, reluat în Adevărul, nr. 17.175, 1948, apud I. Diaconu, Ținutul Vrancei, IV, Editura Minerva, București, 1989, p. 349). Așa cum s-a întâmplat cu toate aprecierile contraproductive, articolul lui V. Eftimiu a fost ignorat în mod unanim.
În 1946, etnomuzicologul Constantin Brăiloiu publică, la Geneva, exegeza Sur une ballade roumaine: La Mioritza, pe care o redactează pornind de la mai multe coordonate: anchetele de teren, studiul lui I. Mușlea (1925) și interpretarea metafizică, datorată îndeosebi lui L. Blaga (1936). Mircea Eliade – dar și A. Fochi (1964) – îi va dedica lui C. Brăiloiu un capitol aparte, socotind că această lucrare marchează o dată importantă în istoria interpretărilor mioritice, impunând o orientare antimetafizică și antimistică „și mai constituie, pe deasupra, un document prețios pentru istoria ideilor în România modernă” . Brăiloiu realizează un studiu de caz, pornind de la credințele și ritualurile funerare românești, respectiv nunțile postume ale tinerilor morți celibatari, lămurind astfel definitiv (după I. Mușlea) misterioasa alegorie nuntă-moarte, episod prezent exclusiv în versiunea baladă a Mioriței.

### Momentul 1964 / Adrian Fochi
În monografia Miorița – tipologie, circulație, geneză, texte (Adrian Fochi), publicată sub auspiciile Editurii Academiei Române (1964), A. Fochi (1920-1985) realizează o sinteză a tuturor ipotezelor, teoriilor, tezelor și ideilor legate de Miorița, corespunzător perioadei 1850-1950, propune o tipologie exhaustivă și trece în revistă câteva repere ale fenomenului cultural generat de baladă. În final inserează prima antologie națională a variantelor din ambele versiuni (baladă și colind), o parte deja publicate, altele inedite, în total 930 de documente (702 variante complete, 123 de fragmente și 105 „informații de circulație”) – „lucru care este fără precedent, atât în folclorul românesc, cât și în cel mondial”, avea să afirme A. Fochi 16 ani mai târziu, când numărul variantelor trecuse de pragul de o mie.(A. Fochi, Miorița – texte poetice alese, Editura Minerva, București 1980, p. 23.)
În 1980, A. Fochi revine cu un compendium – Miorița, texte poetice alese (Editura Minerva, colecția Meșterul Manole, București, 1980) - unde schițează un bilanț a ceea ce știm despre Miorița „la modul absolut sigur”, dar și a ceea ce „nu vom ști niciodată”. Reia principalele concluzii din ediția 1964 și alcătuiește o antologie de 92 de texte provenind din Moldova, Dobrogea, Muntenia, Oltenia, Banat și Transilvania, fără a se raporta la un etalon tipologic. În această formulă, lucrarea a devenit accesibilă unui segment larg de cititori, impunându-se ca una de referință.
In 1985, Fochi își încheie cariera pe tărâmul cercetării folclorului cu o amplă sinteză (Cântecul epic tradițional al românilor), pe parcursul căreia abordează Miorița din două perspective interesante. Capitolul „În căutarea epocii de comunitate culturală străromână” vizează geneza și circulația textelor mioritice (prin raportare la variantele aromâne), iar capitolul „Câteva capodopere în lumina eternității” debutează cu unele aprecieri despre Miorița – un rezumat tematic, reluarea tezei „morții tânărului nelumit” ca germene al textului, respectiv o teorie privind datarea.

### Momentul 1970 / Mircea Eliade
Mircea Eliade (1907-1986) publică, în 1970, la Paris, prima ediție a volumul De la Zalmoxis la Genghis-Han – Studii comparative despre religiile și folclorul Daciei și Europei Occidentale, în cuprinsul căreia dedică un capitol distinct baladei Miorița – Mioara năzdrăvană. Aprecierile și notele autorului dovedesc faptul că principala sursă de documentare în acest subiect este monografia lui A. Fochi. M. Eliade nu se lasă însă influențat de concluziile fochiene, pe care le amendează parțial într-un mod subtil și elaborează o construcție interpretativă originală din prisma preocupărilor sale în descifrarea germenilor spiritualității omenirii: „Inutil să precizăm că demersul nostru este acela al unui istoric al religiilor…”.
Mircea Eliade nu și-a propus să reconstituie istoria și geneza baladei și nici s-o analizeze în contextul culturii populare românești. Meritul său constă în inaugurarea unei direcții de cercetare, respectiv exegeza „adeziunii totale și spontane a poporului român la frumusețile poetice și la simbolisme, cu implicațiile lor rituale sau speculative, ale baladei”. (M. Eliade, ibidem, p. 249.) El a considerat că „adevărata problemă” începe cu această cercetare. Cu alte cuvinte, a configurat dimensiunile „fenomenului mioritic”, privindu-l global, în totalitatea sa, fără a da atenție detaliilor care nasc polemici.
Încurajați de teoria pro-transilvăneană a lui A. Fochi (1964), mai multi analiști vor aprofunda subtilitățile versiunii-colind. Mai întâi Dumitru Pop, în 1965, prin studiul Pe marginea Mioriței (însoțit de 32 de texte), apoi Ovidiu Bârlea, în 1969 – Colindatul în Transilvania. Sub aceleași auspicii favorabile versiunii-colind, Al. Amzulescu publică, peste zece ani, articolul Noi observații despre Miorița colind (1979), valorificând unele idei eliadiene despre scenariul unui ritual de inițiere, specific pastoral.
În deceniul nouă se impun studiile lui Ion Taloș – Miorița în Transilvania (1981) dar, mai ales, Miorița și vechile rituri funerare la români (1983). Premisele cercetării lui I. Taloș vizează caracterul arhaic al variantelor mioritice din Transilvania, prin prisma cărora analizează aspectele unei „curioase înmormântări ciobănești” redeschizând, cu acest prilej, capitolul privind datarea Mioriței din perspectivele „credințelor magico-religioase” (direcție punctată decisiv de M. Eliade în 1970).